# Theilenhofen
Theilenhofen település Németországban, azon belül Bajorországban. Lakosainak száma 1172 fő (2023. december 31.). Theilenhofen Gunzenhausen, Dittenheim, Pfofeld, Pleinfeld, Ellingen és Alesheim községekkel határos.

## Népesség
A település népessége az elmúlt években az alábbi módon változott:
| Lakosok száma | 932  | 403  | 1156 | 1140 | 1128 | 1129 | 1123 | 1127 | 1168 | 1172 |
|               | 1970 | 1975 | 2011 | 2012 | 2014 | 2015 | 2017 | 2019 | 2022 | 2023 |